# Ambassade du Canada en France
L’ambassade du Canada en France est la représentation diplomatique du Canada auprès de la République française. Elle est située à Paris, la capitale du pays. Son ambassadeur est Stéphane Dion, depuis 2022.

## Description

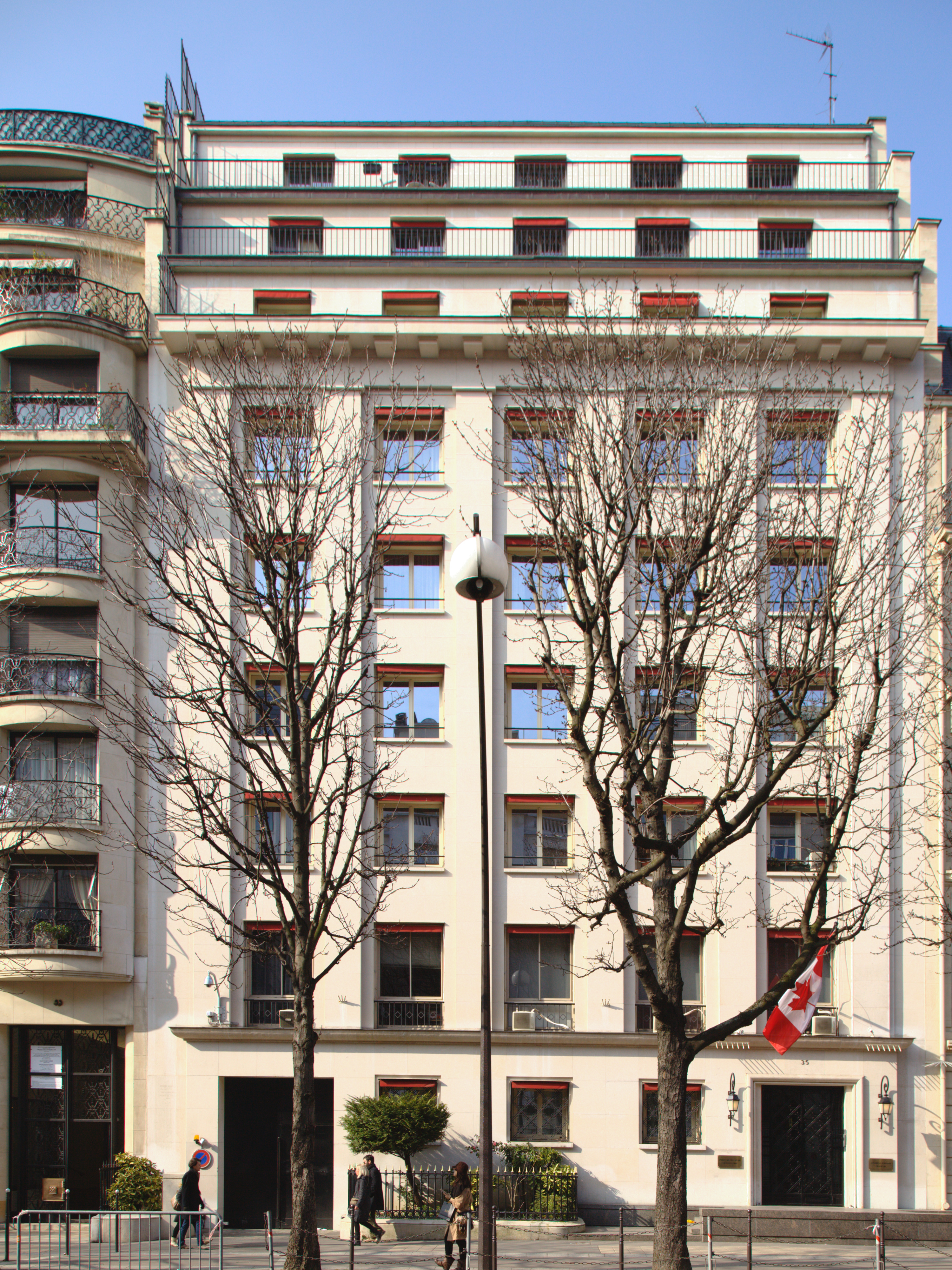
Ancienne ambassade avenue Montaigne.

Jusqu'en 2017 l’ambassade était située au 35-37, avenue Montaigne, dans le 8e arrondissement de Paris ; l'immeuble est revendu à l'homme d'affaires britannique Adrien Labi. Elle a ensuite été transférée au 130, rue du Faubourg Saint-Honoré. Elle accueille aussi un consulat général. La résidence de l'ambassadeur est située au 135, rue du Faubourg-Saint-Honoré. Paris est aussi le siège des délégations permanentes du Canada auprès de l’UNESCO (1 rue Miollis) et de l’OCDE (15 bis rue de Franqueville), ainsi que de la délégation du gouvernement du Québec (66 rue Pergolèse).
L'ambassadeur du Canada en France est aussi ambassadeur extraordinaire et plénipotentiaire du Canada à Monaco depuis le 10 avril 2008, le Canada devenant la 40e puissance étrangère à être accréditée auprès de la Principauté.

## Histoire
L'ambassade est la plus ancienne mission diplomatique du Canada (le Royaume-Uni n'était pas considéré comme un pays étranger).
L'histoire de la présence du Canada en France remonte à 1882 et a été initiée par le gouvernement du Québec. Le gouvernement provincial nomme Hector Fabre, ancien journaliste et sénateur, pour être son représentant en France. Le gouvernement fédéral en profite pour le nommer « agent du Dominion », puis « commissaire général » du Canada en France, sans pour autant lui conférer un rang ou un statut diplomatique, la Couronne britannique n'ayant pas accordé au Canada le droit d'établir des relations diplomatiques formelles avec des États étrangers. Fabre est censé en rapporter au haut-commissariat du Canada au Royaume-Uni, mais dans les faits, ceci n'est pas le cas.
En 1911, Philippe Roy est nommé, par les libéraux de Wilfrid Laurier, « commissaire général » du Canada et du Québec en France. Le gouvernement conservateur qui suit désapprouve ce double rôle au service du Canada et du Québec, et Roy démissionne de sa fonction de commissaire général du Québec. En 1914, il est l'un des rares diplomates à rester à Paris malgré l'invasion de l'armée allemande pendant la Première Guerre mondiale.
Le 31 janvier 1928, le bureau canadien à Paris est promu légation, et Philippe Roy devient le « ministre plénipotentiaire » en France. Il présente ses lettres de créance le 19 septembre 1928, bien que toujours sous la responsabilité de l'ambassadeur britannique.
Durant la Seconde Guerre mondiale, après la bataille de France de 1940, le ministre du Canada à Paris, Georges Vanier, s'enfuit vers Londres où la légation s'installe le 24 juin 1940. Le Canada n'envoie aucun représentant sous le régime de Vichy, mais maintient des relations, ce qui permet à Vanier de se rendre en France à plusieurs reprises. Le Canada reconnaissant les Forces françaises libres (FFL) de Charles de Gaulle, Vanier reste en communication avec eux depuis son poste londonien. En 1943, Vanier est aussi nommé représentant du gouvernement du Canada auprès du Comité français de libération nationale (CFLN) à Alger. Il quitte Londres pour Alger le 30 décembre 1943. Après la libération de la France, la légation devient une ambassade et Vanier est nommé premier ambassadeur du Canada en France en 1944. Il sera ensuite gouverneur général du Canada de 1959 jusqu'à sa mort en 1967.

## Ambassadeurs

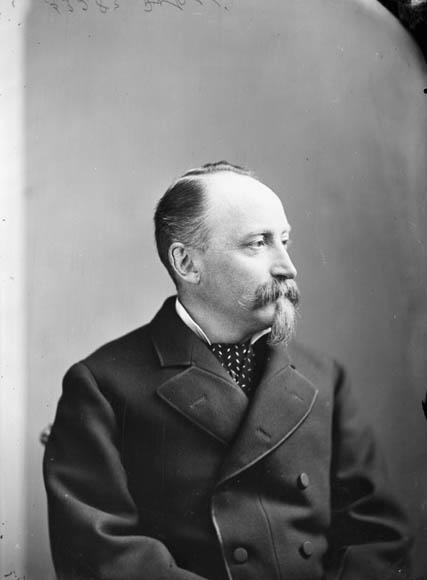
Hector Fabre fut le premier représentant diplomatique du Canada en France.

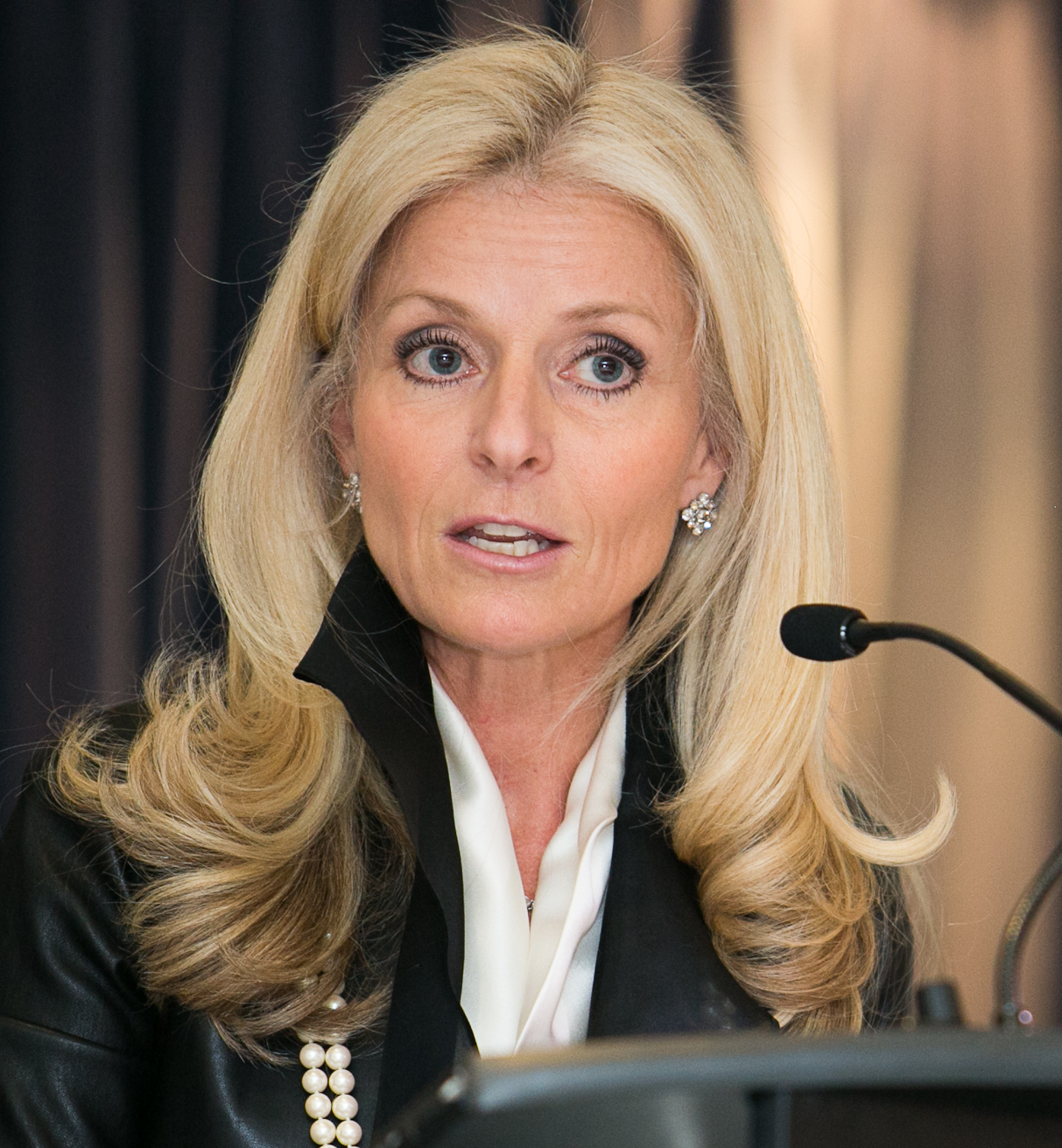
Isabelle Hudon est ambassadrice du Canada en France de 2017 à 2021.

Cette représentation diplomatique canadienne est dirigée par un chef de mission qui porte le titre de :
- Commissaire (1882 à 1910) ;
- Commissaire général (1911 à 1928) ;
- Envoyé extraordinaire et ministre plénipotentiaire (1928 à 1940) ;
- Représentant (1942 à 1944) ;
- Ambassadeur extraordinaire et plénipotentiaire (depuis 1944).

| #   | Nom                    | Titre        | Nomination                                         | Lettres de créance                                | Fin de l'affectation                |
| --- | ---------------------- | ------------ | -------------------------------------------------- | ------------------------------------------------- | ----------------------------------- |
| 1er | Hector Fabre           | COMM         | 12 juillet 1882                                    | -                                                 | 2 septembre 1910                    |
| 2e  | Philippe Roy           | COMMG / EEMP | 1er mai 1911                                       | 29 septembre 1928                                 | 31 décembre 1938                    |
| 3e  | Georges Vanier         | EEMP         | 12 décembre 1938                                   | 21 février 1939                                   | 14 septembre 1940                   |
| 4e  | Pierre Dupuy           | CA int.      | 15 octobre 1940                                    | -                                                 | 9 novembre 1942                     |
| -   | Georges Vanier         | REP AEP      | 30 novembre 1942 1er octobre 1943 22 novembre 1944 | 30 novembre 1942 22 janvier 1944 20 décembre 1944 | - 22 novembre 1944 31 décembre 1953 |
| 5e  | Jean Désy              | AEP          | 17 décembre 1953                                   | 4 janvier 1954                                    | 1er juillet 1958                    |
| -   | Pierre Dupuy           | AEP          | 5 juin 1958                                        | 19 août 1958                                      | 31 décembre 1963                    |
| 6e  | Jules Léger            | AEP          | 20 février 1964                                    | 1er juin 1964                                     | 31 octobre 1968                     |
| 7e  | Paul André Beaulieu    | AEP          | 27 septembre 1968                                  | 14 décembre 1968                                  | 16 septembre 1970                   |
| 8e  | Léo Cadieux            | AEP          | 24 juillet 1970                                    | 16 octobre 1970                                   | 8 septembre 1975                    |
| 9e  | Gérard Pelletier       | AEP          | 4 septembre 1975                                   | 16 décembre 1975                                  | 17 juillet 1981                     |
| 10e | Michel Dupuy           | AEP          | 20 août 1981                                       | 30 septembre 1981                                 | -                                   |
| 11e | Lucien Bouchard        | AEP          | 4 juillet 1985                                     | 20 septembre 1985                                 | -                                   |
| 12e | Claude Talbot Charland | AEP          | 18 août 1988                                       | 22 novembre 1988                                  | -                                   |
| 13e | Benoît Bouchard        | AEP          | 18 juin 1993                                       | -                                                 | -                                   |
| 14e | Jacques Silva Roy      | AEP          | 3 juin 1996                                        | -                                                 | 1er août 2000                       |
| 15e | Raymond Chrétien       | AEP          | 23 juin 2000                                       | 12 septembre 2000                                 | -                                   |
| 16e | Claude Laverdure       | AEP          | 15 septembre 2003                                  | 4 novembre 2003                                   | -                                   |
| 17e | Marc Lortie            | AEP          | 4 juin 2007                                        | -                                                 | -                                   |
| 18e | Lawrence Cannon        | AEP          | 21 mai 2012                                        | 26 octobre 2012                                   | 2017                                |
| 19e | Isabelle Hudon         | AEP          | 29 septembre 2017                                  | 18 décembre 2017                                  | 30 juillet 2021                     |
| -   | Amy Baker              | CA int.      | 1er août 2021                                      | -                                                 | -                                   |
| 21e | Stéphane Dion          | AEP          | 1er juin 2022                                      | 13 octobre 2022                                   | -                                   |

### Résidence officielle

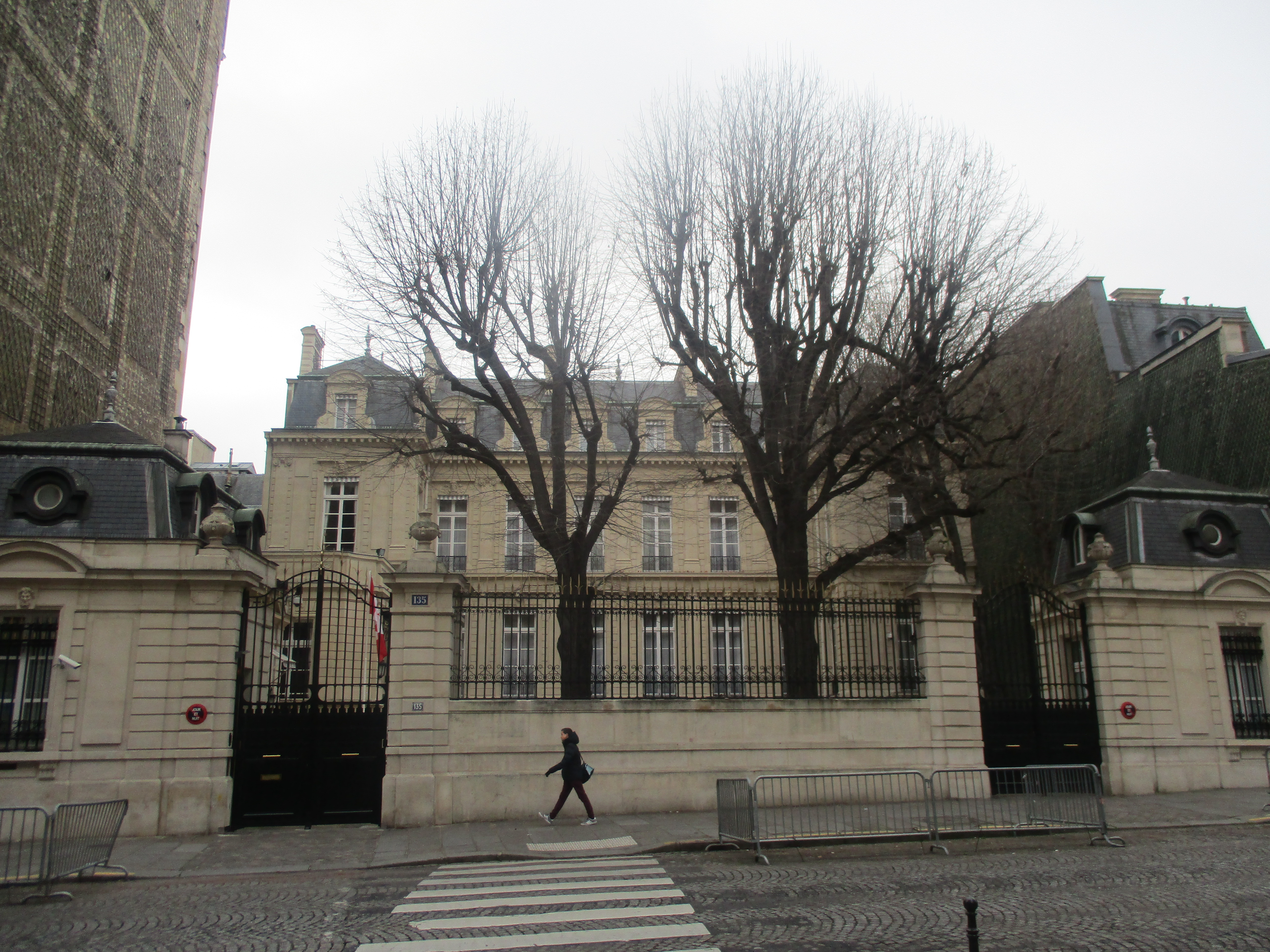
Vue de l'hôtel de Rigny.

Située au 135 de la rue du Faubourg-Saint-Honoré, la résidence de l'ambassadeur du Canada en France est un ancien hôtel particulier commandé par le comte d'Artois en 1779 sur un terrain que Louis XIV avait acquis entre les Champs-Élysées et la chaussée du Roule pour en faire une pépinière royale. Le porche et le vestibule de colonnes ioniques ont été décorés par Lhuillier. La duchesse de la Rochefoucault, fille de la comtesse de Fels, vendit l'hôtel de Rigny au gouvernement canadien en 1950. La restauration fut confiée aux architectes Henri Jansen et André Carlhian. Au rez-de-chaussée sur le jardin, un grand salon aux boiseries blanc et or de style Louis XV provient de l'hôtel Dupille, rue de Turenne.

## Consulats
Outre celui de Paris, il existe plusieurs consulats honoraires du Canada en France, basés à:
- Lyon
- Nice
- Saint-Pierre-et-Miquelon
- Toulouse

## Différents sites
- La délégation permanente du Canada auprès de l'UNESCO (1, rue Miollis, 15e arrondissement de Paris)[5]
- La délégation permanente du Canada auprès de l'OCDE (15 bis, rue de Franqueville, 16e arrondissement de Paris)[6]
- Maison des étudiants canadiens dans la Cité internationale universitaire de Paris (31, boulevard Jourdan, 14e arrondissement de Paris)[7]

## Galerie

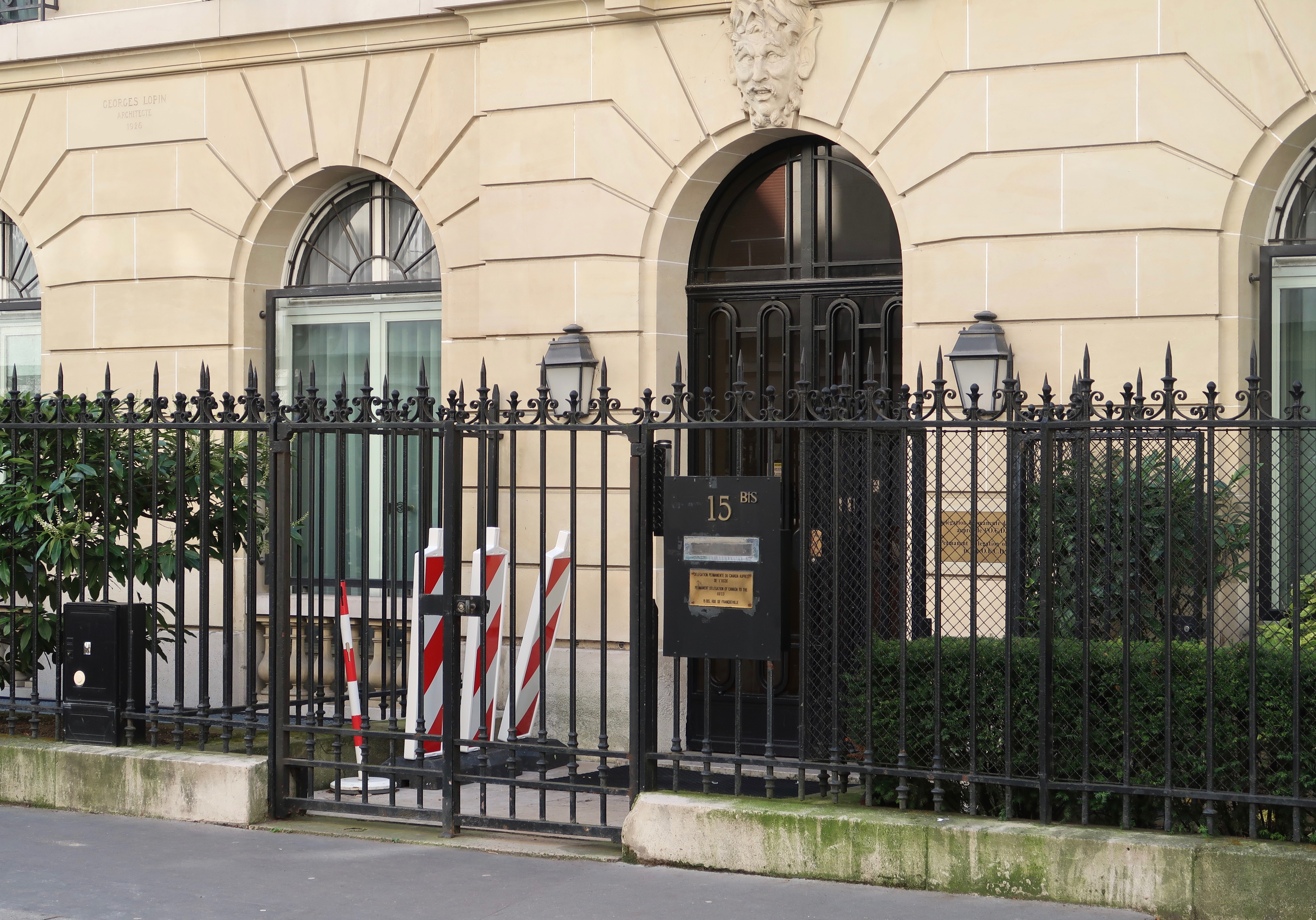
Délégation permanente du Canada auprès de l'OCDE (15 bis, rue de Franqueville).
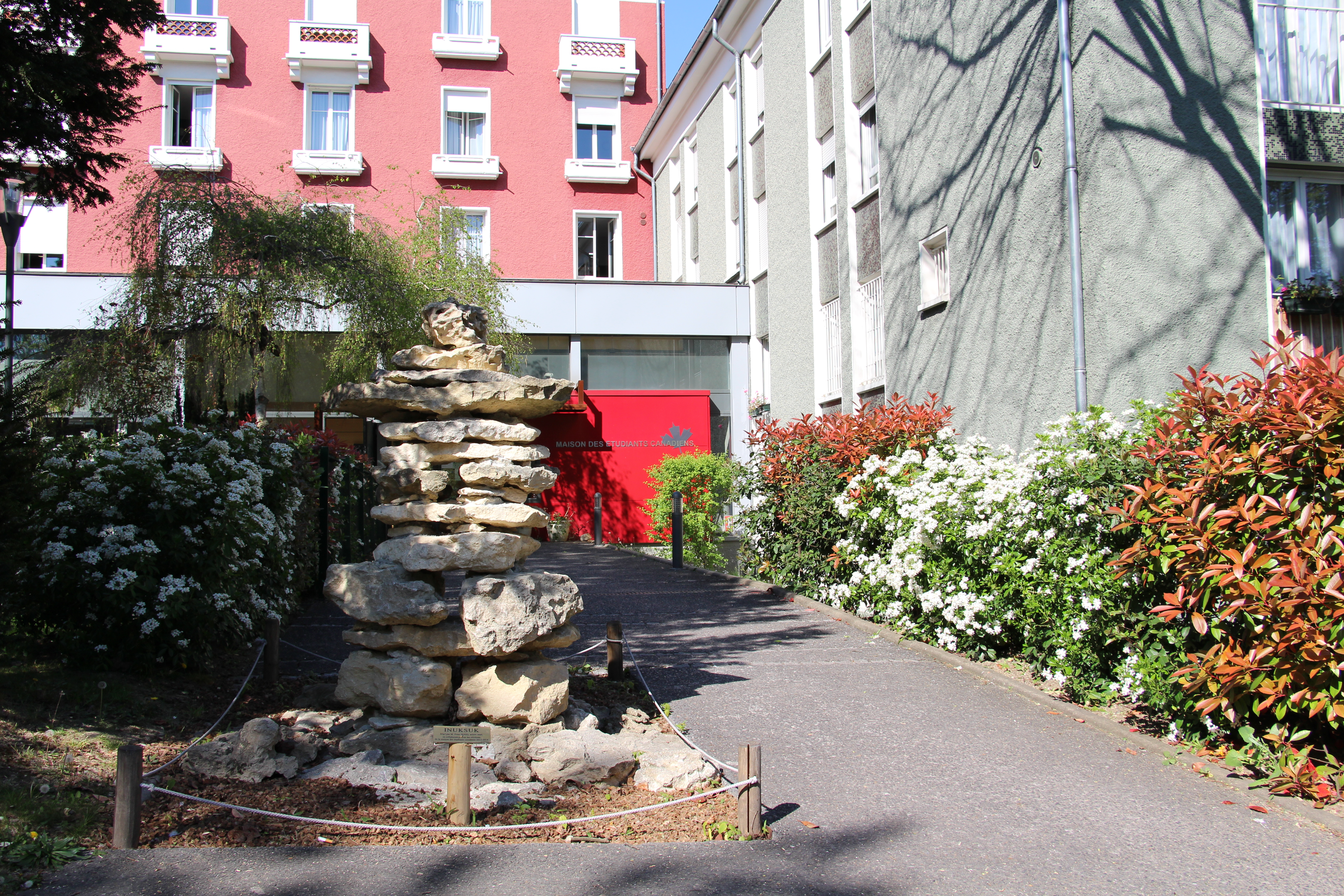
Maison des étudiants canadiens dans la Cité internationale universitaire de Paris (31, boulevard Jourdan).